# Herrschaft Wildenstein (Sachsen)

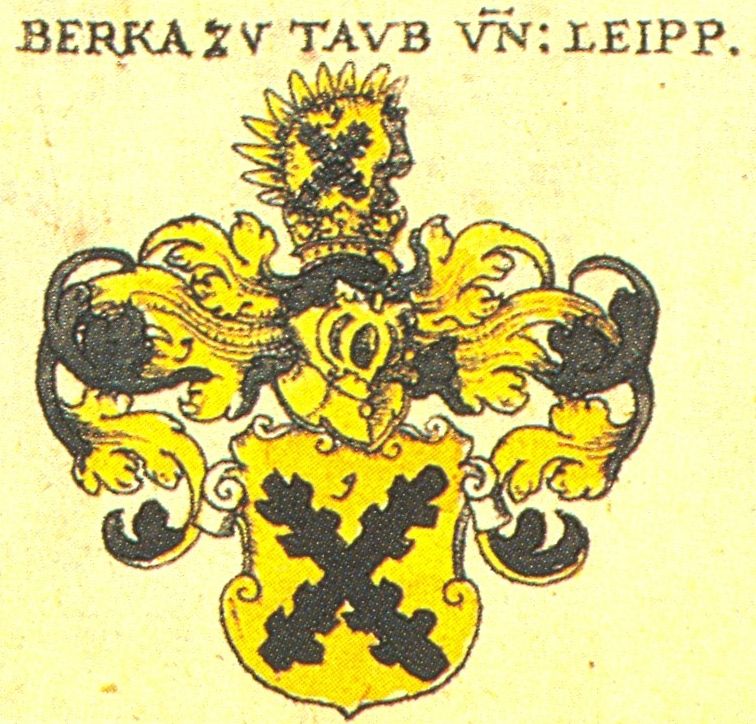
Wappen der Berka von Dubá

Die Herrschaft Wildenstein war ein von 1409/1410 bis 1451 bestehendes Territorium im Elbsandsteingebirge, dessen Gebiete heute überwiegend zu Sachsen und zum kleineren Teil zu Tschechien gehören.

## Geschichte
Die Herrschaft Wildenstein entstand infolge einer Erbteilung der Herrschaft Hohnstein. Dieses zu dieser Zeit zu Böhmen gehörende Gebiet mit Sitz in der Burg Hohnstein war seit 1353, als Hinko von der Duba durch den Kaiser und böhmischen König Karl IV. damit belehnt worden war, im Besitz des böhmischen Adelsgeschlechts der Berka von Dubá. Hinko von der Duba starb 1361 und vererbte sein Lehen an seinen gleichnamigen Sohn. Zu seinem Besitz gehörten außer Hohnstein auch weitere Gebiete in der heutigen Sächsischen und Böhmischen Schweiz sowie das Gebiet um Schluckenau. Sein Sohn teilte seinen Besitz 1410 unter seinen fünf Söhnen auf.
Hinkos zweitältester Sohn Heinrich Berka von der Duba erhielt dabei als Teil der Herrschaft Hohnstein die neue Herrschaft Wildenstein. Diese umfasste unter anderem Sebnitz und einen Teil von Neustadt (Sachsen) sowie verschiedene Dörfer und Burgen im Elbsandsteingebirge. Zunächst nutzte Heinrich die Burg Schwarzberg bei Goßdorf als Herrschaftssitz, baute sich aber bald den Neuen Wildenstein oberhalb des Kuhstalls als Burgstätte aus.
Ab etwa 1425 betätigte sich Heinrich auch als Raubritter und trug Fehden mit dem Oberlausitzer Sechsstädtebund sowie den sächsischen Kurfürsten aus. Kurfürst Friedrich der Streitbare zwang schließlich 1426 nach kurzer Belagerung Heinrich dazu, ihm zu huldigen, den Neuen Wildenstein offen zu halten und bei Bedarf eine kurfürstliche Besatzung aufzunehmen. In der Lausitz blieb Heinrich dennoch weiterhin als Raubritter aktiv.
Nach seinem Tod um 1435 hinterließ Heinrich die Herrschaft Wildenstein seinen Neffen Albrecht, Benesch und Hinko von der Dubá, den Söhnen seines Bruders Benesch, Herr auf Burg Rathen. Albrecht Berka von der Duba und seine Brüder hielten sich nicht an die Vereinbarung ihres Onkels mit dem sächsischen Kurfürsten und begannen erneut, umliegende Gebiete zu überfallen und zu plündern. Kurfürst Friedrich der Sanftmütige ließ daraufhin den Neuen Wildenstein belagern, zunächst gemeinsam mit Siegmund von Wartenberg zu Tetschen. Am 4. Juni 1436 kapitulierten die Berken von der Duba und mussten einen Bündnisvertrag mit dem Kurfürsten schließen, jetzt gegen Siegmund von Wartenberg, der sich mit dem Kurfürsten zerstritten hatte.
In den Folgejahren gingen die Streitigkeiten zwischen den Berken und dem Kurfürsten weiter. 1437 zogen die Herren von Wildenstein gemeinsam mit dem Wartenberger erneut gegen sächsische Dörfer, worauf der Kurfürst am 17. August dieses Jahres eine erneute Huldigung durch die Berken erreichte, die ihm die Öffnung ihrer Burgen und ihre Hilfe bei der Belagerung der Siegmund von Wartenberg gehörenden Burg Arnstein zusagten. 1438 eroberten die Wildensteiner die Burg Rathen, die ihr Vater zehn Jahre zuvor dem Kurfürsten hatte abtreten müssen. Erneut belagerte der Kurfürst ab Herbst 1439 Burg Wildenstein, Albrecht Berka von der Duba wurde dabei gefangen genommen, sein Bruder Benesch getötet.
Albrecht gelang es, aus der kurfürstlichen Haft zu entkommen und die Herrschaft wieder in seinen Besitz zu bringen. Am 6. Dezember 1440 schickte er dem Kurfürsten einen neuen Fehdebrief. Es folgten Verhandlungen, die am 10. März 1442 in einen neuen Sühnevertrag mündeten. Parallel dazu befehdete Albrecht wie früher sein Onkel bis 1443 und nochmals zwischen 1448 und 1450 den Städtebund. Nachdem Friedrich der Sanftmütige 1443 von Hinko Berka von der Duba die Herrschaft Hohnstein erworben hatte, trat er auch in Verhandlungen zur Übernahme der Herrschaft Wildenstein ein. Albrecht Berka von der Duba unterwarf sich 1446 dem Kurfürsten, dieser bot ihm als Ausgleich für die Abtretung von Wildenstein Teile der Herrschaften Tollenstein und Schluckenau in Böhmen an. Die Verhandlungen mündeten in eine abschließende Einigung am 7. April 1451 in Neustadt. Der Kurfürst musste zusätzlich zu den böhmischen Ländereien noch eine gewisse Summe Geldes zahlen. Anschließend übernahm eine kurfürstliche Mannschaft die Burg und Herrschaft Wildenstein. Die Herrschaft wurde dem kurfürstlichen Amt Hohnstein angegliedert. Letztmals wurde die Herrschaft im Vertrag von Eger 1459 genannt, der die Grenze zwischen dem Königreich Böhmen und dem Kurfürstentum Sachsen im weitgehend noch heute vorhandenen Verlauf festlegte.

## Ausdehnung
Zur Herrschaft Wildenstein gehörten zwei Städte und über 20 Dörfer sowie verschiedene Burgen der Sächsischen und Böhmischen Schweiz:

### Städte
- Neustadt (Sachsen) (zur Hälfte)
- Sebnitz

### Dörfer
- Goßdorf
- Hainersdorf (Sebnitz)
- Hertigswalde
- Hohenleipa
- Langburkersdorf
- Lichtenhain
- Lohsdorf (Hohnstein)
- Mittelndorf
- Neudörfel
- Ober- und Niedereinsiedel
- Ottendorf (Sebnitz)
- Ostrau (Bad Schandau)
- Postelwitz
- Rathmannsdorf
- Saupsdorf
- Stimmersdorf
- Waitzdorf

### Burgen und Burgwarten
- Burg Arnstein
- Burgwarte Falkenstein
- Burg Frienstein
- Burgwarte Rauschenstein
- Burg Schauenstein
- Burgwarte Schrammstein
- Alter Wildenstein
- Neuer Wildenstein
- Burg Winterstein